# Andrzej Murayama Tokuan
Andrzej Murayama Tokuan (zm. 18 listopada 1619 na wzgórzu Nishizaka w Nagasaki w Japonii) – błogosławiony Kościoła katolickiego, japoński męczennik, ofiara prześladowań antykatolickich w Japonii.

## Życiorys
Andrzej Murayama Tokuan był najstarszym synem wysokiego urzędnika rządowego w Nagasaki Antoniego Murayama Toan. W Japonii w okresie Edo (XVII w.) doszło do prześladowań chrześcijan. Andrzej Murayama Tokuan należał do Bractwa Różańcowego, ponadto pomagał misjonarzom katolickim w ich działalności. Został aresztowany za udzielanie schronienia misjonarzom 15 marca 1619 r. Razem z nim uwięziono o. Franciszka Morales Sedeño. Andrzej Murayama Tokuan został spalony żywcem 18 listopada 1619 r. na wzgórzu Nishizaka w Nagasaki razem z kilkoma innymi chrześcijanami.
Z powodu wiary stracono również kilkoro spośród jego krewnych, m.in. jego ojca i młodszego brata Jana Murayama Chuan (obaj straceni w grudniu 1619 r.). Jego żona Maria została ścięta w 1622 r.

## Beatyfikacja
Został beatyfikowany razem z żoną w grupie 205 męczenników japońskich przez Piusa IX w dniu 7 lipca 1867 r. (dokument datowany jest 7 maja 1867r.).
Dniem jego wspomnienia jest 10 września (w grupie 205 męczenników japońskich).